# Stars of the Lid
Stars of the Lid (kurz SOTL) war bis zum Tod Brian McBrides ein US-amerikanisches Musiker-Duo aus Austin, Texas. Ihr musikalischer Schwerpunkt lag im Bereich minimalistischer Ambient-Klänge und war stark von Drone-Elementen (tiefen, durchgängigen Haltetönen) geprägt. Zu ihren Einflüssen zählen Komponisten klassischer und elektronischer Musik wie Arvo Pärt, Zbigniew Preisner, Gavin Bryars und Henryk Górecki. Die Stilrichtung des Post-Rock sowie der Ambient-Innovator Brian Eno stellen weitere Inspirationsquellen dar.

## Biografie
SOTL wurde 1993 in Austin, Texas gegründet und bestand zuletzt aus den beiden Mitgliedern Brian McBride und Adam Wiltzie. Laut Brian McBride bezieht sich der Name der Band auf das „ganz persönliche Kinoprogramm, das zwischen Auge und Lid abläuft“, wobei er sich wahrscheinlich auf die Farben, Muster und „Sterne“ (so genannte Phosphene) bezieht, die bei geschlossenen Augen zeitweise sichtbar werden.
Adam Wiltzie lebt derzeit in Brüssel. Beide Künstler betrieben neben ihrem Engagement mit SOTL verschiedene Solo-Projekte.
2008 tauchte im Internet ein Teaser für einen geplanten und niemals realisierten Stars of the Lid-Film auf, in dem als Datum 2010 genannt wurde.
Brian McBride starb im August 2023 im Alter von 53 Jahren.

## Diskografie

### Alben
- 1995: Music for Nitrous Oxide
- 1996: Gravitational Pull vs. the Desire for an Aquatic Life
- 1997: The Ballasted Orchestra
- 1998: Per Aspera Ad Astra
- 1999: Avec Laudenum
- 2001: The Tired Sounds of Stars of the Lid
- 2007: Stars of the Lid and Their Refinement of the Decline

### Kompilationen
- 1996: Monsters, Robots and Bug Men - „Goodnight“
- 2002: Brain in the Wire - „Requiem for Dying Mothers (Version i, Zamachowski op. 87)“
- 2003: 1993–2003: 1st Decade in the Machines - „I Love You, But I Prefer Trondheim“
- 2004: Kompilation - „Even If You’re Never Awake (Version)“
- 2008: Brainwaves 2008 - „May 2nd 2008 (Live in NYC)“

### Splits
- 1997: The Kahanek Incident, Vol. 3 (12" mit Labradford)
- 1998: Split (7" mit Windsor for the Derby)

### Sonstige
- 1998: Maneuvering the Nocturnal Hum (EP)
- 2007: Carte-de-Visite